# Saint-Eusèbe (Saona y Loira)
 Saint-Eusèbe  es una comuna y población de Francia, en la región de Borgoña, departamento de Saona y Loira, en el distrito de Chalon-sur-Saône y cantón de Montchanin.
Su población municipal en 2007 era de 1 088 habitantes. Forma parte de la aglomeración urbana de Montchanin.
Está integrada en la Communauté urbaine Le Creusot-Montceau-les-Mines .

## Demografía
| 676 | 820 | 833 | 876 | 1 756 | 1 210 | 1 941 | 2 255 | 1 023 | 1 036 | 962 | 976 | 1 061 | 1 146 | 1 147 | 1 026 | 1 002 | 942 | 917 | 895 | 957 | 837 | 791 | 771 | 848 | 895 | 735 | 656 | 707 | 972 | 1 032 | 1 065 | 1 088 |
| Para los censos de 1962 a 1999 la población legal corresponde a la población sin duplicidades (Fuente: INSEE [Consultar]) |     |     |     |       |       |       |       |       |       |     |     |       |       |       |       |       |     |     |     |     |     |     |     |     |     |     |     |     |     |       |       |       |